# Truth Crushed to Earth Shall Rise Again
Truth Crushed to Earth Shall Rise Again – trzeci album studyjny amerykańskiej grupy hip-hopowej House of Pain

## Lista utworów
1. "The Have Nots" - 4:24
2. "Fed Up" (featuring Cokni O'Dire) - 5:01
3. "What's That Smell" - 3:04
4. "Heart Full of Sorrow" (gościnnie: Sadat X) - 3:44
5. "Earthquake" - 4:49
6. "Shut the Door" - 4:35
7. "Pass the Jinn" - 4:56
8. "No Doubt" - 3:09
9. "Choose Your Poison" - 3:18
10. "X-Files" - 2:50
11. "Fed Up (Remix)" (gościnnie: Guru) - 4:14
12. "Killa Rhyme Klik" - 3:44
13. "While I'm Here" - 2:49